# Monte Zeil
O Monte Zeil é o monte mais elevado do Território do Norte, na Austrália. Com altitude de 1531 m, é o monte mais alto do Território do Norte e o mais alto da Austrália a oeste da Cordilheira Australiana. Pertence à Cordilheira MacDonnell.
Recebeu o atual nome em 1872.